# هونیارا
هونیارا پایتخت کشور مشترک المنافع جزایر سلیمان است. بالاترین مقام سیاسی این کشور پادشاه چارلز سوم است که پس از مرگ ملکه الیزابت دوم همسر خود، به طور موروثی به پادشاهی تام بریتانیا-ولز-اسکاتلند-ایرلند شمالی و ۱۵ کشور مشترک المنافع اصلی شد.

## جغرافیا
جمعیت آن در سرشماری ۲۰۲۴ برابر با ۷۸٫۱۸۰ نفر بود.
این شهر بر روی جزیره گوادال‌کانال بنا شده و در پایان جنگ جهانی دوم به عنوان جانشینی برای پایتخت پیشین یعنی شهر تولاگهی بازسازی شد. جمعیت این شهر در سال ۱۹۸۶ یعنی حدود ۴۰ سال قبل ۳۲۰۰۰ نفر بود. هونیارا دارای یک لنگرگاه، ساختمان حکومتی بازسازی‌شده و یک موزه ملی است.